# Paragordiidae
Paragordiidae  (лат.) — семейство (или подсемейство Paragordiinae) паразитических червей из группы волосатиков (Chordodidae, Gordiida). Среднего и мелкого размера. От тёмно-коричневой до почти чёрной окраски. На головном конце неправильной формы выступы (тело к голове слабо сужается). Хвостовой конец у самок разделён на 3 или 4 лопасти, у самцов задняя часть двулопастная. Паразитируют на прямокрылых насекомых из семейств настоящие кузнечики (Tettigoniidae) и настоящие сверчки (Gryllidae).

## Систематика
Список родов по EOL, Itis и Nematomorpha.net. Блейдорн (Bleidorn et al., 2002) также предположил, что три таксона (Digordius, Progordius, и Pseudogordius), вероятно, синонимы четвёртого и старейшего по времени описания рода Paragordius).
- Digordius Kirjanova 1950
  - Digordius excavatus  Kirjanova, 1950 — Таджикистан[5]
  - Digordius trinacris  Kirjanova, 1954 — Таджикистан[6]
- Paragordius Camerano, 1897
  - Paragordius diversolobatus Heinze, 1935[7]
  - Paragordius esavianus Carvalho, 1942[8]
  - Paragordius flavescens Linstow, 1906
  - Paragordius minusculus  Carvalho, 1944[9]
  - Paragordius obamai Hanelt, Bolek and Schmidt-Rhaesa, 2012[10]
  - Paragordius stylosus  (Linstow, 1883)
  - Paragordius tricuspidatus (Dufour, 1828)
  - Paragordius varius  (Leidy, 1851)
- Progordius Kirjanova, 1950[11]
  - Progordius maculosus  Kirjanova, 1950 — Таджикистан[12]
- Pseudogordius Yeh & Jordan 1957
  - Pseudogordius tanganyikae  Yeh and Jordan, 1957 — Танзания[13]